# Chassezac
Chassezac – rzeka we Francji, przepływająca przez tereny departamentów Lozère i Ardèche, o długości 84,6 km. Stanowi dopływ rzeki Ardèche.